# Ligue de diamant 2010 - 3 000 m steeple masculin
Navigation
2011
Le 3 000 mètres steeple masculin de la Ligue de Diamant 2010 s'est déroulé du 14 mai au 19 août 2010. La compétition a fait successivement étape à Doha, New York, Lausanne, Gateshead, Paris et Londres, la finale se déroulant à Zürich. L'épreuve est remportée par le Kényan Paul Kipsiele Koech devant son compatriote Ezekiel Kemboi.

## Calendrier
| Date            | Meeting                         | Ville     | Pays        |
| --------------- | ------------------------------- | --------- | ----------- |
| 14 mai 2010     | Qatar Athletic Super Grand Prix | Doha      | Qatar       |
| 12 juin 2010    | Meeting de New York             | New York  | États-Unis  |
| 8 juillet 2010  | Athletissima                    | Lausanne  | Suisse      |
| 10 juillet 2010 | Meeting de Gateshead            | Gateshead | Royaume-Uni |
| 16 juillet 2010 | Meeting Areva                   | Paris     | France      |
| 13 août 2010    | Aviva London Grand Prix         | Londres   | Royaume-Uni |
| 19 août 2010    | Weltklasse Zürich               | Zurich    | Suisse      |

## Faits marquants
Ezekiel Kemboi remporte le premier meeting de la saison à Doha en établissant la meilleure performance de l'année en 8 min 06 s 28. Le Kényan devance au sprint ses compatriotes Paul Kipsiele Koech et Patrick Langat, surprenant troisième alors qu'il dispute la course avec le statut de lièvre.

## Résultats
| Date | Meeting   | 1er                               | 1er   | 2e                                     | 2e    | 3e                                | 3e    |
| --- | --------- | --------------------------------- | ----- | -------------------------------------- | ----- | --------------------------------- | ----- |
| 14 mai 2010 | Doha      | Ezekiel Kemboi 8 min 06 s 28 (WL) | 4 pts | Paul Kipsiele Koech 8 min 06 s 69      | 2 pts | Patrick Langat 8 min 09 s 12 (PB) | 1 pt  |
| 12 juin 2010 | New York  | Paul Kipsiele Koech 8 min 10 s 43 | 4 pts | Patrick Langat 8 min 15 s 52           | 2 pts | Brimin Kipruto 8 min 18 s 92      | 1 pt  |
| 8 juillet 2010 | Lausanne  | Brimin Kipruto 8 min 01 s 62 (WL) | 4 pts | Benjamin Kiplagat 8 min 03 s 81 (NR)   | 2 pts | Paul Kipsiele Koech 8 min 11 s 65 | 1 pt  |
| 10 juillet 2010 | Gateshead | Linus Chumba 8 min 19 s 72        | 4 pts | Michael Kipyego 8 min 21 s 91          | 2 pts | Ben Bruce 8 min 22 s 88 (PB)      | 1 pt  |
| 16 juillet 2010 | Paris     | Brimin Kipruto 8 min 00 s 90 (WL) | 4 pts | Paul Kipsiele Koech 8 min 02 s 07 (SB) | 2 pts | Ezekiel Kemboi 8 min 03 s 78 (SB) | 1 pt  |
| 13 août 2010 | Londres   | Paul Kipsiele Koech 8 min 17 s 70 | 4 pts | Ezekiel Kemboi 8 min 19 s 95 (SB)      | 2 pts | Brimin Kipruto 8 min 20 s 77      | 1 pt  |
| 19 août 2010 | Zürich    | Ezekiel Kemboi 8 min 01 s 74 (SB) | 8 pts | Paul Kipsiele Koech 8 min 05 s 48      | 4 pts | Bouabdellah Tahri 8 min 07 s 20   | 2 pts |
| Records et Performances - AR : Record continental (area record) - CR : Record des championnats (championship record) - MR : Record du meeting (meet record) - NR : Record national (national record) - OR : Record olympique (olympic record) - PR : Record paralympique (paralympic record) - PB : Record personnel (personal best) - SB : Meilleure performance personnelle de la saison (season's best) - WL : Meilleure performance mondiale de l'année (world leader) - WJR : Record du monde junior (world junior record) - WR : Record du monde (world record) Circonstances et Conditions - DNF : N'a pas terminé (did not finish) - DNS : N'a pas pris le départ (did not start) - DQ : Disqualification (disqualification) - NM : Aucun essai valable enregistré (No Mark) - Q : Qualifié « directement » au prochain tour (ou à la prochaine compétition), lors d'une compétition majeure, grâce au classement ou à la réalisation des minima (automatic qualifier) - q : Qualifié au prochain tour (ou à la prochaine compétition), lors d'une compétition majeure, grâce au repêchage ou à la réalisation de l'une des meilleures performances parmi celles des « non qualifiés directement » (grâce au meilleur temps ou à la meilleure distance par exemple) (secondary qualifier) |           |                                   |       |                                        |       |                                   |       |

## Classement général
| Rang | Athlète                             | Points |
| ---- | ----------------------------------- | ------ |
| 1    | Paul Kipsiele Koech                 | 17     |
| 2    | Ezekiel Kemboi                      | 15     |
| 3    | Brimin Kipruto                      | 10     |
| 4    | Patrick Langat                      | 3      |
| 6    | Benjamin Kiplagat Bouabdellah Tahri | 2      |